# Zeadmete trailli
Zeadmete trailli är en snäckart som först beskrevs av Hutton 1873.  Zeadmete trailli ingår i släktet Zeadmete och familjen Cancellariidae. Inga underarter finns listade i Catalogue of Life.